# 鄭維健
鄭維健博士，GBS，JP（1943年—），祖籍广东潮阳，出生於日據時期的香港，已故船王包玉剛前任第四女婿，是環球（香港）投資有限公司主席兼董事總經理。
他畢業於美國聖母大學及威斯康新醫學院，主攻癌症研究。他曾經擔任康乃爾醫學院臨床副教授、香港聯合交易所主席、董建華競選辦公室主任、中央政策組首席顧問。1998年4月，出任大學教育資助委員會主席。1998年7月21日，他與胡國興負責成立獨立的調查委員會，調查新機場混亂事件。1999年，他出任香港中央政策組首席顧問。2003年10月24日，曾出任中文大學校董會主席。